# Dragan Ćeranić
Dragan Ćeranić (cyr. Дрaгaн Ћеранић; ur. 15 grudnia 1976 w Nowym Sadzie) – serbski koszykarz, w sezonie 2010/2011 zawodnik Trefla Sopot.
Koszykarską karierę rozpoczął w 1995. Wychowanek KK Vojvodina Nowy Sad, w którym grał w latach 1995–1998. W latach 1998–2000, bronił barw dwóch czarnogórskich zespołów: KK Budućnost Podgorica i Ibonu Nikšić. Następnie przeniósł się na Węgry, gdzie był zawodnikiem Flextronicsu-ZTE. W kolejnym sezonie powrócił do Budućnostu. Rok później wrócił do Węgier i został zawodnikiem ZTE Zalaegerszeg. Potem kolejny raz został zawodnikiem Voivodiny. Następny sezon spędził w Azowmaszu Mariupol. W sezonie 2005/2006 bronił barw belgijskiego Telindusu BC Oostende. Kolejne cztery sezony spędził w Grecji, będąc zawodnikiem Panelliniosu Ateny, AEL 1964 Larissa, VAP Kolossos i Kavali B.C.
Gra na pozycji środkowego lub silnego skrzydłowego.

## Kluby
Źródło
- 1995–1998 KK Vojvodina Nowy Sad (Serbia)
- 1998–1999 KK Budućnost Podgorica (Czarnogóra)
- 1999–2000 Ibon Nikšić (Czarnogóra)
- 2000–2001 Flextronics-ZTE (Węgry)
- 2001–2002 FK Budućnost Podgorica (Czarnogóra)
- 2002–2003 ZTE Zalaegerszeg (Węgry)
- 2003–2004 NIS Vojvodina Novi Sad (Serbia)
- 2004–2005 Azowmasz Mariupol (Ukraina)
- 2005–2006 Telindus BC Oostende (Belgia)
- 2006–2007 Panellinios Ateny (Grecja)
- 2007–2008 AEL 1964 Larissa (Grecja)
- 2008–2009 VAP Kolossos (Grecja)
- 2009–2010 Kavala B.C. (Grecja)
- 2010–2011 Trefl Sopot (Polska)
- 2011-obecnie KAO Dramas (Grecja)